# 印度大梭蜥魚
印度大梭蜥魚（学名：Magnisudis indica）為輻鰭魚綱仙女魚目帆蜥魚亞目魣蜥魚科的一種，分布於印度西太平洋海域，為深海魚類，深度可達2000公尺，棲息在中層水域，生活習性不明。
其种加词“indica”意为“印度的”。